# Openbank

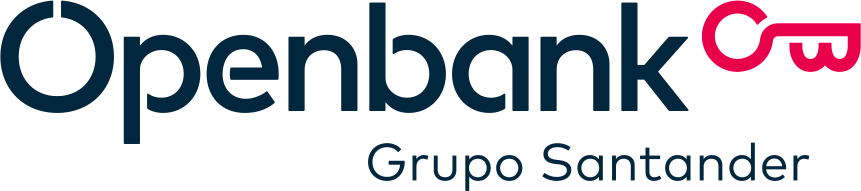
Openbank Logo

Openbank (Open Bank, S.A.) ist eine spanische Direktbank, die seit ihrer Gründung 1995 zu Santander gehört. Sie ist im Bankenregister der Bank von Spanien mit der Bankleitzahl 0073 registriert.
Es handelt sich um eine Multichannel-Bank, mit der sowohl telefonisch als auch per Internet Geschäfte abgewickelt werden können. Sie hat eine physische Niederlassung in Madrid. 2019 hatte sie mehr als 1,2 Millionen Kunden.

## Geschichte
1995 veranlasste Santander die Gründung von Openbank als erste telefonische Direktbank und erstes gebührenfreies Finanzinstitut mit mehr als 100.000 Kunden. 1996 wurde die erste offizielle Website von Openbank erstellt, wodurch Openbank zur ersten Direktbank in Spanien wurde, die ihren Kunden die Durchführung von Bankgeschäften über das Internet und telefonisch anbot. 1999 gründete Openbank den ersten Online-Broker mit sofortiger Abwicklung von Geschäften auf den nationalen und internationalen Märkten.
Nach dem Kauf des von den Jungunternehmern Wenceslao Casares und Constancio Larguía entwickelten argentinischen Portals Patagon.com am 9. März 2000 für 540 Millionen Dollar änderte Openbank seinen Namen in Patagon Internet Bank, S.A., ein Finanzportal, das den traditionellen Bankbetrieb mit neuen digitalen Funktionen wie Chats und Forenblogs verknüpfte und unter Vorwegnahme der aktuellen sozialen Netzwerke eine virtuelle Community für seine Kunden gründete.
2001 eröffnete Patagon Internet Bank, S.A. Geschäftsstellen in Madrid, Barcelona, Valencia, Zaragoza und Pamplona. 2002 wurde sie zum ersten Online-Finanzinstitut, das Gewinne in Spanien erzielte, dank der Auslagerung aller ihrer Bereiche auf dem Gebiet des technischen und geschäftlichen Supports zur Santander Gruppe, mit der Lieferanten-Kunden-Serviceverträge abgeschlossen wurden. Darüber hinaus war sie die erste und einzige AENOR-zertifizierte Bank für gute Praktiken für den elektronischen Geschäftsverkehr.
2005 nahm das Unternehmen wieder seinen ursprünglichen Namen Openbank an, und 2007 migrierte es seine gesamte Technologie-Plattform zur gemeinsamen Plattform der Santander Gruppe. 2008 zählte die Bank 500.000 Kunden, und 2010 wurde sie Teil der Banca Comercial España und begann, Dienstleistungen für das universitäre Segment anzubieten und eine aktive Präsenz in sozialen Netzwerken zu entwickeln.
Im Februar 2011 führte sie das Mobile Banking ein und wurde zur ersten Bank mit einer nativen Anwendung für iPad. Im März 2011 entschied sich das Unternehmen nach seiner Integration in die Banca Comercial España für die Schließung von 20 der noch geöffneten 21 Filialen. Die einzige Filiale, die geöffnet blieb, war die Niederlassung von Azca in Madrid. Im Februar 2013 lancierte es mobile Anwendungen für Android und Windows 8.
Im Mai 2017 änderte es sein Unternehmensimage und benannte einige seiner Produkte um. Darüber hinaus eröffnete das Unternehmen seine neue Niederlassung mit der Adresse Paseo de la Castellana 134 in Madrid, um einen exklusiven Raum für seine Kunden zu schaffen. Im Juni 2017 startete das Unternehmen seine neue digitale Web-Plattform und App zur Verbesserung der Benutzerfreundlichkeit. 2019 begann es seine internationale Expansion in Deutschland, den Niederlanden und Portugal.